# Torsjön (Älgarås socken, Västergötland)
Torsjön är en sjö i Töreboda kommun i Västergötland och ingår i Motala ströms huvudavrinningsområde. Sjön har en area på 0,136 kvadratkilometer och ligger 120 meter över havet.

## Delavrinningsområde
Torsjön ingår i det delavrinningsområde (651294-141373) som SMHI kallar för Utloppet av Velen. Medelhöjden är 131 meter över havet och ytan är 16,34 kvadratkilometer. Räknas de 18 delavrinningsområdena uppströms in blir den ackumulerade arean 44,82 kvadratkilometer. Mossån som avvattnar avrinningsområdet har biflödesordning 3, vilket innebär att vattnet flödar genom totalt 3 vattendrag innan det når havet efter 175 kilometer. Delavrinningsområdet består mestadels av skog (70 %). Avrinningsområdet har 2,8 kvadratkilometer vattenytor vilket ger det en sjöprocent på 17,1 %.